# Frederick Russell
Pour les articles homonymes, voir Russell.
Frederick Russell (1923-2001) est un ancien politicien canadien.

## Biographie
Frederick Russell naît le 10 septembre 1923 à Saint-Jean de Terre-Neuve. Il suit des études à l'Université Dalhousie et devient aviateur dans l'Aviation royale du Canada durant la Seconde Guerre mondiale. Il est nommé Lieutenant-gouverneur de la province de Terre-Neuve-et-Labrador en 1991 et le reste jusqu'en 1997. Il meurt le 20 juin 2001.